# Last Name
«Last Name» es el título de una canción country compuesta por la artista estadounidense Carrie Underwood, Hillary Lindsey y por Luke Laird. Es el tercer sencillo del segundo álbum de estudio de Underwood, Carnival Ride. Fue lanzado en los Estados Unidos el 7 de abril de 2008, en el punto en el que la canción ya había estado en las listas. En los Premios Grammy, la canción le dio a Underwood su tercer Grammy consecutivo por “Mejor Interpretación Vocal Country Femenina”. Ha vendido más de 1,078,000 copias hasta la fecha.

## Información de la canción
La canción es una de las cuatro canciones incluidas en el álbum que han sido escritas por Underwood, y la tercera canción consecutiva en ser lanzada como sencillo del álbum. La canción habla sobre una mujer que conoce a un hombre en un bar y posteriormente se casa con él en Las Vegas luego de haber bebido demasiado esa noche. Al siguiente día se despierta pensando en lo que sucedió la noche anterior, y al notar un anillo en su dedo, sale corriendo hacia su vehículo.

## Video musical
El video de la canción es una precuela de un video previo de Underwood, Before He Cheats. El video comienza con una escena de Before He Cheats, precisamente en el momento en el que Underwood destruye el vehículo de su hasta ese momento novio/esposo. Luego de esta escena, el video se va tres meses atrás, donde Underwood está con dos amigas bebiendo en una mesa solas, cuando se aparece un hombre e invita a Underwood a bailar (el hombre del bar es el mismo que engaña a Underwood en Before He Cheats, además de ser el mismo actor), a lo que ella acepta. Cuando están bailando, Underwood se da la vuelta por un momento y el hombre le guiña el ojo a una mujer que bailaba cerca de él. Al salir del club, Underwood se sube al vehículo de su acompañante, mientras que su acompañante coqueteaba con una mujer a sus espaldas (la mujer de esta escena es la chica con la que el novio de Underwood se está besando en Before He Cheats), la mujer le da su número, y el hombre se sube a su vehículo con Underwood adentro. Llegan a un casino donde el acompañante de Underwood coquetea con una mesera; y al salir del lugar, se encuentran con una señora que ofrece girar la ruleta y si ganan, se llevan una camioneta roja (la misma que Underwood destruye en Before he Cheats), la pareja gana y como “celebración” los casa un hombre vestido de Elvis, durante la ceremonia, la dama de honor le coquetea al futuro esposo de Underwood, pero ella se da cuenta, estaba a punto de dejarlo pero él la convence de que se casen. La pareja sale del lugar y se marchan en el vehículo rojo que ganaron previamente.

## Recepción
El sencillo recibió generalmente críticas positivas.
Allmusic eligió a la canción como “la más contagiosa del álbum”, llamando a la canción “una mezcla de Miranda Lambert con Shania Twain”, y la nombraron como “un himno de una noche de juerga”. Roling Stone eligió a la canción como su favorite, diciendo “la más divertida es Last Name, donde ella se embriaga y corre hacia Las Vegas con un chico que ella no conoce. Blender le dio a la canción cuatro de cinco estrellas, nombrando a la canción como “el momento más irresponsable (y divertido) del nuevo álbum de Underwood, que incluye una noche salvaje con muchas bebidas y un anillo inesperado”. Billboard le dio una crítica positiva a la canción, alabando la letra: “Es una letra tan ingeniosa que hilarantemente celebra la embriagación”, también agregando que es “una interpretación que mezcla potentes vocales, con una arriesgada intensidad y una actitud pícara dentro de un cóctel.”
Sin embargo, la canción también recibió críticas negativas. The 9513 le dio a la canción “pulgares abajo”, describiendo a la canción como una “interpretación chata” que solo “se enfoca en los vocales”. Slant Magazine nombró a la canción como “una copia barata de Before He Cheats”.

## Reconocimientos

### Premios People Choice
| Año  | Ceremonia              | Categoría                     | Resultado |
| ---- | ---------------------- | ----------------------------- | --------- |
| 2009 | People's Choice Awards | Mejor canción country del año | Ganó      |

### Premio Grammy
| Año  | Ceremonia      | Categoría                                   | Resultado |
| ---- | -------------- | ------------------------------------------- | --------- |
| 2010 | Premios Grammy | mejor interpretación vocal country femenina | Ganó      |

### Premio CMA Triple-Play
| Año  | Ceremonia             | Categoría                                                     | Resultado |
| ---- | --------------------- | ------------------------------------------------------------- | --------- |
| 2010 | CMA Triple-Play Award | Junto a otros tres composiciones So Smile y All-American Girl | Ganó      |

### Premio BMI
| Año  | Ceremonia  | Categoría       | Resultado |
| ---- | ---------- | --------------- | --------- |
| 2009 | BMI Awards | Canción del año | Ganó      |

## Posicionamiento en las listas
| Chart (2008)                       | Pico de posición |
| ---------------------------------- | ---------------- |
| Canadá (Canadian Hot 100)          | 34               |
| Estados Unidos (Billboard Hot 100) | 19               |
| Estados Unidos (Adult Top 40)      | 31               |
| Estados Unidos (Hot Country Songs) | 1                |

### Fin de año
| Gráfica (2008)               | Posición |
| ---------------------------- | -------- |
| US Country Songs (Billboard) | 27       |